# Nesoryzomys darwini
Nesoryzomys darwini é uma espécie de roedor extinto endêmico da ilha de Santa Cruz, Ilhas Galápagos.
O último registro da espécie foi em 1930.